# Transports en Argentine

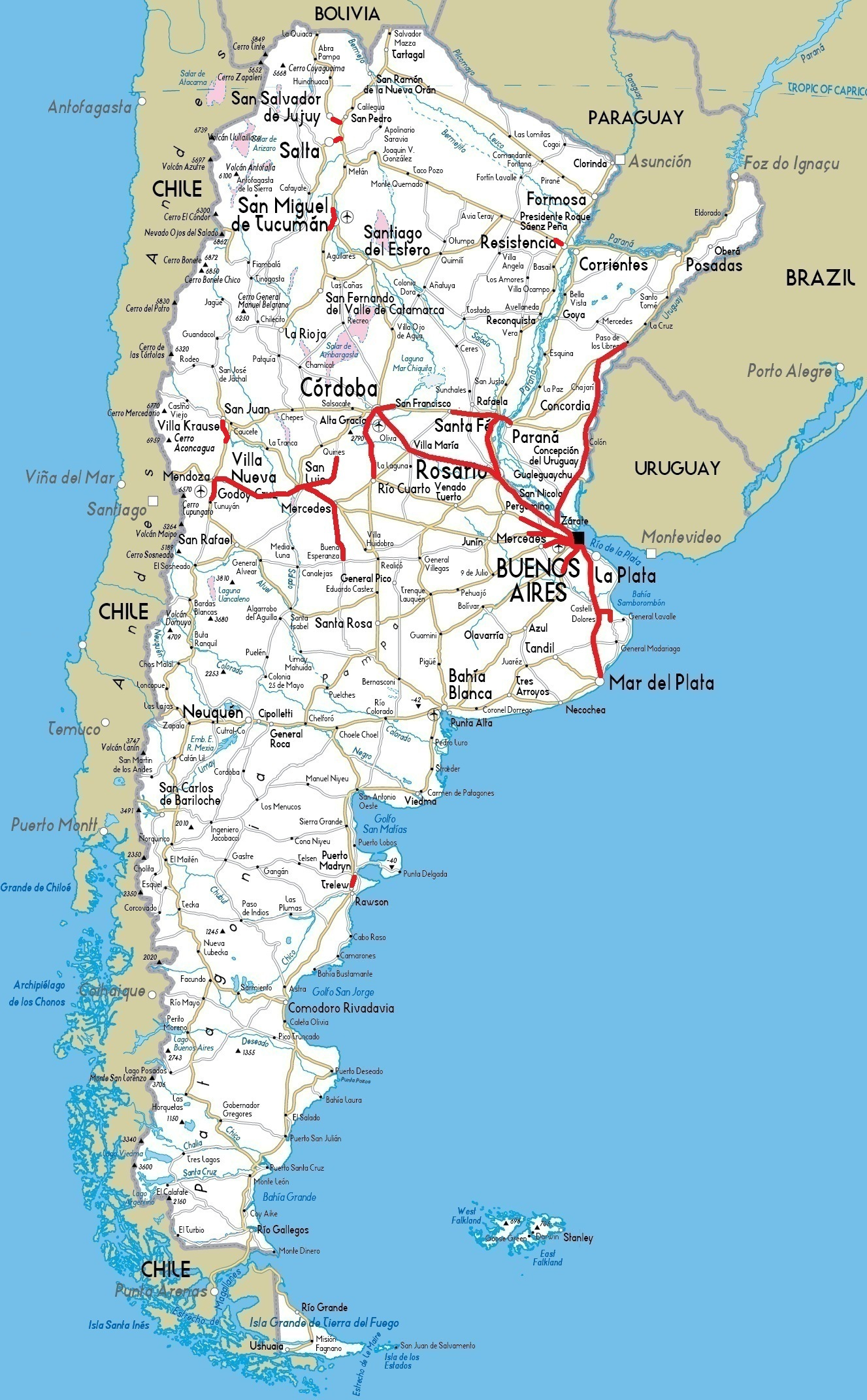
Routes dupliquées en Argentine (en rouge).

Le transport en Argentine est principalement basé sur un réseau complexe de routes, traversées par des bus longue distance relativement bon marché et par des camions de marchandises. Le pays dispose également d'un certain nombre d'aéroports nationaux et internationaux. L'importance du train longue distance est désormais mineure, bien qu'il ait été largement utilisé dans le passé et qu'il reprenne de la vigueur après la renationalisation des réseaux de banlieue et de fret du pays. Le transport fluvial est principalement utilisé pour les marchandises.
Dans les zones urbaines, le principal système de transport est le bus ou colectivo ; des lignes de bus transportent des millions de personnes chaque jour dans les grandes villes et leurs zones métropolitaines, ainsi qu'un système de transport rapide par bus connu sous le nom de Metrobús. Buenos Aires dispose également d'un métro, le seul du pays, et le Grand Buenos Aires est desservi par un système de trains de banlieue.

## Transport en commun
Une majorité de personnes utilisent les transports publics plutôt que leur voiture personnelle pour se déplacer dans les villes, en particulier pendant les heures de bureau, car le stationnement peut être à la fois difficile et coûteux. Le vélo devient de plus en plus courant dans les grandes villes grâce à un réseau croissant de pistes cyclables dans des villes comme Buenos Aires et Rosario,.

### Bus
Le colectivo (bus urbain) couvre les villes avec de nombreuses lignes. Les tarifs peuvent être fixes pour toute la ville ou dépendre de la destination. Les colectivos traversent souvent les frontières municipales pour rejoindre les zones métropolitaines correspondantes. Dans certains cas, il existe des diferenciales (services spéciaux) qui sont plus rapides, mais aussi plus chers. Les lignes de bus d'une ville donnée peuvent être gérées par différentes entreprises privées et/ou par l'État municipal, et elles peuvent être peintes de différentes couleurs pour faciliter leur identification. Dans les années 2010, la ville de Buenos Aires développe son système de BRT Metrobus pour compléter son réseau de métro existant et l'on estime que, grâce à d'autres mesures, ce système augmentera de 30 % l'utilisation des transports publics dans la ville.

### Taxi
Les taxis sont très courants et relativement accessibles en termes de prix. Les couleurs et les tarifs varient d'une ville à l'autre, mais les grandes agglomérations ont en commun un design noir et jaune très contrasté. Les compagnies de taxis sur appel (radio-taxis) sont très répandues, tandis que le remisse est une autre forme de transport loué : ils ressemblent beaucoup aux taxis sur appel, mais ne partagent pas le même design, et les tarifs des trajets sont convenus à l'avance au lieu d'utiliser le compteur.

### Train de banlieue
Les trains de banlieue relient la ville de Buenos Aires à la région du Grand Buenos Aires (voir : Transport ferroviaire en Argentine). Chaque jour de la semaine, plus de 1,4 million de personnes se rendent dans la capitale argentine pour le travail et d'autres activités. Ces trains de banlieue fonctionnent entre 4 h et 1 h du matin. Les lignes les plus fréquentées sont électriques, plusieurs sont à moteur diesel et certaines sont en cours d'électrification, tandis que le matériel roulant est remplacé dans toute la ville. Jusqu'à 2016, Trenes de Buenos Aires, UGOFE, Ferrovías et Metrovías étaient quelques-unes des entreprises privées qui fournissaient des services de transport de passagers de banlieue dans la région métropolitaine de Buenos Aires. Cependant, avec la modernisation et la renationalisation de ces services, beaucoup de ces entreprises ont vu leurs contrats résiliés ou ont été absorbées par Trenes Argentinos (l'opérateur ferroviaire public), bien qu'en 2015, certains opérateurs privés comme Metrovías (ligne Urquiza) subsistent.
D'autres villes argentines disposent d'un système de trains de banlieue, notamment Resistencia, Paraná et Mendoza, qui abrite le Métro léger de Mendoza - un réseau urbain de métro léger. En 2013, un réseau de trains de banlieue est prévu à Córdoba pour compléter le Tren de las Sierras, qui traverse actuellement la ville et dessert les villes et villages voisins.

### Métro
En 2015, Buenos Aires est la seule ville argentine à disposer d'un système de métro souterrain, bien qu'il existe un projet de construction d'un système dans la ville de Córdoba (Córdoba Metro), ce qui en ferait le deuxième système souterrain d'Argentine. Le métro de Buenos Aires (Subterráneo de Buenos Aires) compte six lignes, chacune étiquetée d'une lettre de A à H, bien que trois lignes supplémentaires soient prévues,,. Une ligne de tramway moderne (PreMetro), la ligne E2, fonctionne comme une ligne de rabattement vers la ligne E du métro à son terminus extérieur, de même que la ligne Urquiza pour la ligne B du métro à Chacarita. La fréquentation quotidienne est de 1,3 million de personnes et est en augmentation. La plupart des lignes du métro de Buenos Aires relient le centre-ville (Micro-centro) aux zones situées à la périphérie de la ville proprement dite, bien qu'aucune ne sorte des limites de la ville pour rejoindre le Grand Buenos Aires.
Ces dernières années, le métro a connu une expansion progressive, les lignes H, B et A ayant été prolongées. En 2015, l'extension des lignes E et H se construit, les travaux de la nouvelle ligne F commencent et deux autres lignes (G et I) sont prévues. De même, le matériel roulant est progressivement remplacé au cours de ces années et d'autres projets de modernisation sont prévus.

### Tramway

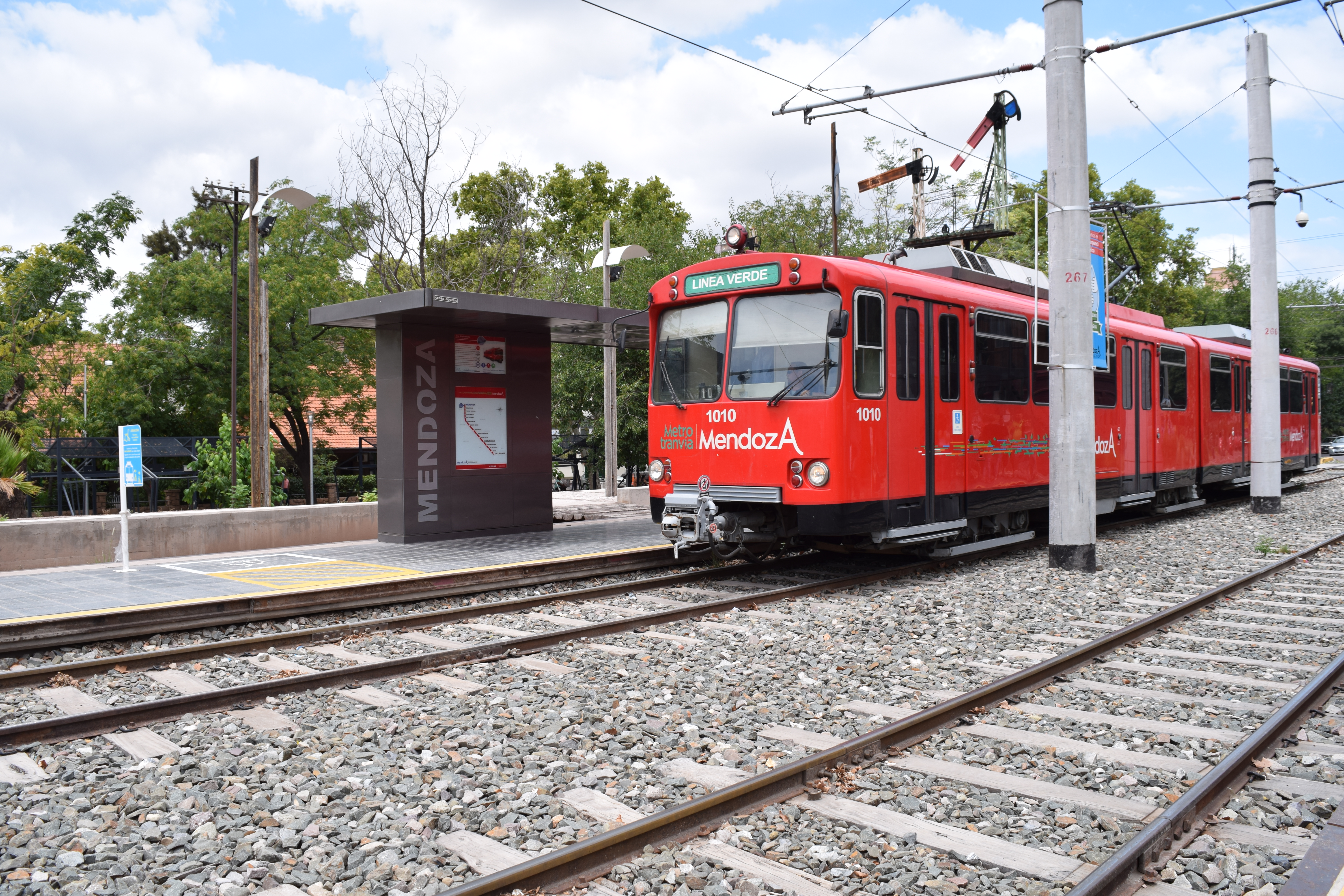
Tram à Mendoza.

Les tramways, autrefois très répandus, sont retirés des transports publics dans les années 1960, mais reviennent progressivement des décennies plus tard. En 1987, une ligne de tramway moderne est ouverte pour alimenter le système de métro. Une ligne moderne de métro léger entre la gare de banlieue Bartolomé Mitre et Tigre (Tren de la Costa), inaugurée en 1996, dessert la banlieue nord. Un tramway de 2 kilomètres connu sous le nom de Tranvía del Este est inauguré en 2007 dans le quartier de Puerto Madero à Buenos Aires en utilisant des tramways Alstom Citadis, mais les projets d'extension n'ont jamais abouti, et la baisse de fréquentation a conduit à la fermeture de la ligne en 2012.
Les tramways étaient autrefois très répandus à Buenos Aires, la ville disposant d'un vaste réseau de 875 km et du plus grand ratio tramway/population au monde, ce qui lui a valu la notoriété de « ville des tramways » dans le monde entier,,. Les premiers tramways commencnt à circuler dans les années 1860, mais le réseau est démantelé dans les années 1960 et remplacé par des bus,. Il existe un tramway du patrimoine entretenu par des passionnés qui fait circuler une grande collection de tramways anciens le week-end, près de la station de métro Primera Junta de la ligne A dans le quartier de Caballito.

## Transport routier
L'autoroute de ceinture Avenida General Paz est ouverte au public pour la première fois en 1941. Comme l'Argentine s'étend sur près de 4 000 kilomètres de long et plus de 1 000 kilomètres de large, le transport à longue distance est d'une grande importance. Plusieurs autoroutes à péage s'étendent à partir de Buenos Aires, desservant près de la moitié de la population du pays. Cependant, la majorité des routes argentines sont des routes nationales et provinciales à deux voies et, bien qu'elles soient réparties dans tout le pays, moins d'un tiers des 230 000 km de routes argentines sont actuellement asphaltés.
Bien qu'en 1929, l'Argentine comptait déjà plus de 400 000 véhicules,, la quasi-totalité des déplacements à longue distance s'effectuait sur les vastes voies ferrées du pays. L'Argentine n'a donc pas mis en place de programme de construction de routes jusqu'en 1932, date à laquelle la Direction nationale des routes a été créée. Financé au départ par une taxe d'accise sur l'essence, le bureau a pu se prévaloir de quelques réalisations importantes, comme l'ouverture en 1951 de la voie express Santa Fe-Rosario, longue de 200 km.
L'Argentine compte environ 9,2 millions de voitures, de camions et d'bus immatriculés ; par habitant, elle est depuis longtemps le pays d'Amérique latine où l'accès aux véhicules à moteur est le plus aisé ; conducteurs sur la voie de gauche jusqu'en 1945, les automobilistes argentins conduisent depuis lors sur la voie de droite. Les plaques d'immatriculation des véhicules en Argentine sont basées sur un système de trois lettres et trois chiffres par voiture (à l'exception de certains camions).

### Bus long courrier
Les bus long courrier argentins sont rapides, abordables et confortables. Ils deviennent le principal moyen de transport longue distance depuis que les privatisations des chemins de fer au début des années 1990 ont considérablement réduit le service ferroviaire argentin et que les billets d'avion sont plus chers. Les fournisseurs concurrents diffèrent peu de leur formule traditionnelle, offrant trois services différents en ce qui concerne le nombre d'arrêts et le type de sièges : le regular, le semi-cama (semi-couché) et le cama (couché), le cama étant similaire à la classe affaires d'une compagnie aérienne, mais les noms varient. Ils peuvent également être appelés ejecutivo, cama-vip et cama-suite, entre autres. Certains services, généralement les plus chers, proposent également des repas à bord, tandis que d'autres s'arrêtent dans des restaurants le long de la route. Les bus de longue et moyenne distance couvrent la quasi-totalité des villes et villages accessibles par la route.

## Transport ferroviaire

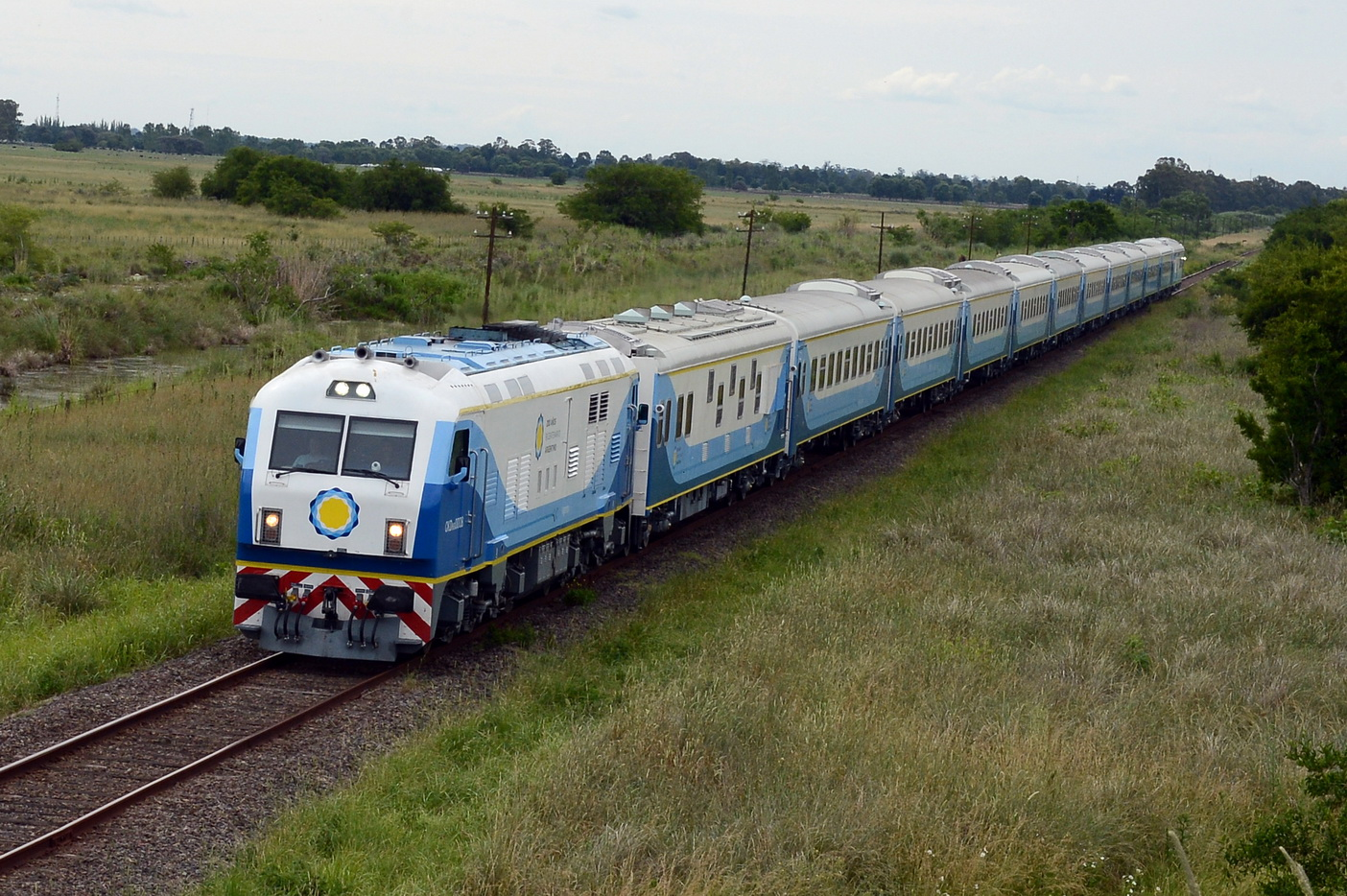
L'une des nouvelles locomotives CKD8 du CNR pour le transport longue distance, qui a été mise en service en 2014.

Le réseau ferroviaire argentin de transport de passagers, autrefois étendu et prospère, a été considérablement réduit en 1993 à la suite de la fermeture de Ferrocarriles Argentinos (FA), la société nationale des chemins de fer. Malgré le déclin des chemins de fer à la suite de la privatisation, l'Argentine conserve le 8e plus grand réseau ferroviaire au monde, avec 36 966 km de voies ferrées.
En 2015, le gouvernement entreprend de nationaliser certaines de ces entreprises privées ou simplement à ne pas renouveler leurs contrats, alors que dans le même temps, l'entreprise publique Trenes Argentinos commence à rouvrir des services et à améliorer les services autrefois privés en utilisant un matériel roulant entièrement neuf, y compris les services de Buenos Aires à Mar del Plata et Buenos Aires-Rosario-Cordoba. Dans de nombreux cas, le gouvernement argentin remplace complètement, ou est en train de remplacer, l'infrastructure existante par des rails soudés continus sur des traverses en béton.
La position officielle du gouvernement national sur le transport ferroviaire est de rouvrir toutes les lignes qui ont cessé d'être exploitées à la suite de la privatisation dans les années 1990. En avril 2015, le Sénat argentin adopte à une majorité écrasante une loi qui recrée Ferrocarriles Argentinos sous le nom de Nuevos Ferrocarriles Argentinos, renationalisant de fait les chemins de fer du pays, une mesure qui a reçu le soutien de tous les partis politiques des deux côtés de l'échiquier politique,,.

### Train à grande vitesse
Une ligne ferroviaire à grande vitesse entre Buenos Aires, Rosario et Córdoba, pouvant atteindre 320 km/h, est en cours de conception. La construction du premier tronçon jusqu'à Rosario devait commencer au début de l'année 2009.
En 2007, un appel d'offres est lancé pour un contrat clé en main concernant une deuxième ligne à grande vitesse, reliant Buenos Aires à Mendoza. En février 2008, le gouvernement national annonce un autre appel d'offres, cette fois pour la construction d'un train à grande vitesse reliant Buenos Aires et Mar del Plata ; le TAVe Mar del Plata,. En 2015, le projet est toujours en suspens.

### Service de fret

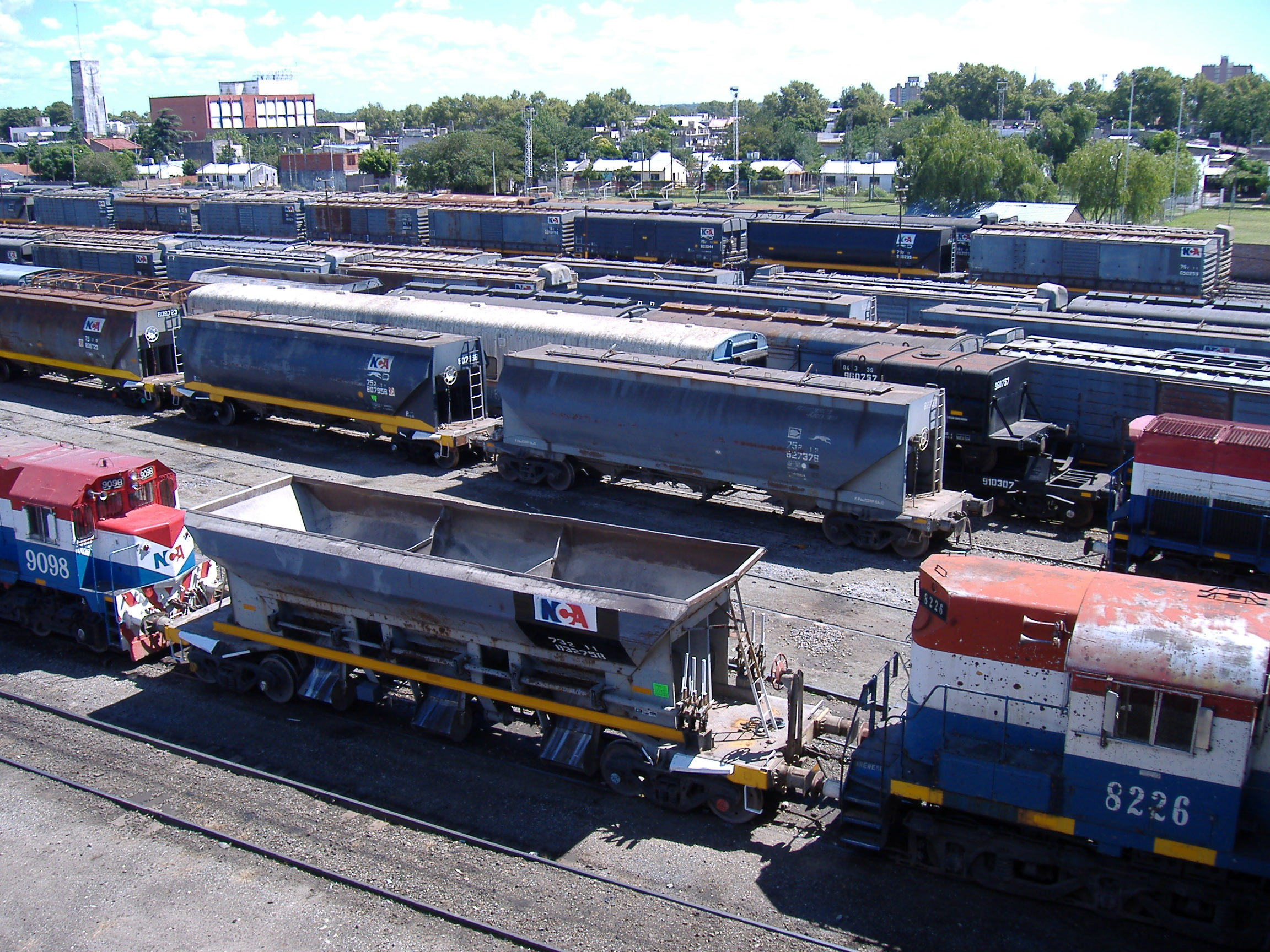
Train de fret de Nuevo Central Argentino à Rosario.

Plus de 25 millions de tonnes de marchandises sont transportées par rail en 2007. Actuellement, cinq transporteurs exploitent des services de fret ferroviaire en Argentine : Nuevo Central Argentino, Ferroexpreso Pampeano, Ferrosur Roca, América Latina Logística, et Belgrano Cargas (désormais propriété du gouvernement argentin sous le nom de Ferrocarriles Argentinos (2015)).
Le gouvernement commence à rénover et à investir massivement dans le réseau de fret du pays à partir de 2014, en commençant par la renationalisation de l'opérateur de fret Belgrano Cargas. Un investissement supplémentaire de 2,5 milliards USD est convenu avec la Chine dans le but d'améliorer la capacité de fret dans toute l'Argentine et de remettre en état les segments de voie vieillissants. Dans le cadre de cet investissement, le gouvernement commande 1 000 wagons de fret à l'entreprise publique argentine Fabricaciones Militares, tandis que l'accord avec la Chine comprenait l'achat de 100 locomotives et de 3 500 wagons dans le pays,. Cet investissement est doublé pour atteindre 4,8 milliards de dollars en septembre 2015.

### Trains de tourisme
Plusieurs chemins de fer patrimoniaux à vapeur (trains touristiques) sont en service : La Trochita en Patagonie, le Train du bout du monde à Ushuaïa, en Terre de Feu, et le Tren Histórico de Bariloche, qui circule sur une courte distance. Dans la province de Salta, un Tren a las Nubes diesel-électrique relie la ville de Salta à San Antonio de los Cobres. Le gouvernement national avait fermé la ligne après l'avoir nationalisée afin de restaurer les voies, mais elle esy remise en service en mars 2015 avec du matériel roulant et des rails rénovés, sous l'exploitation de Trenes Argentinos,.
Le Tren de las Sierras, en plus de relier des parties du centre de la ville de Córdoba, fonctionne également comme un chemin de fer touristique le long des contreforts des Sierras de Córdoba,.

## Transport aérien

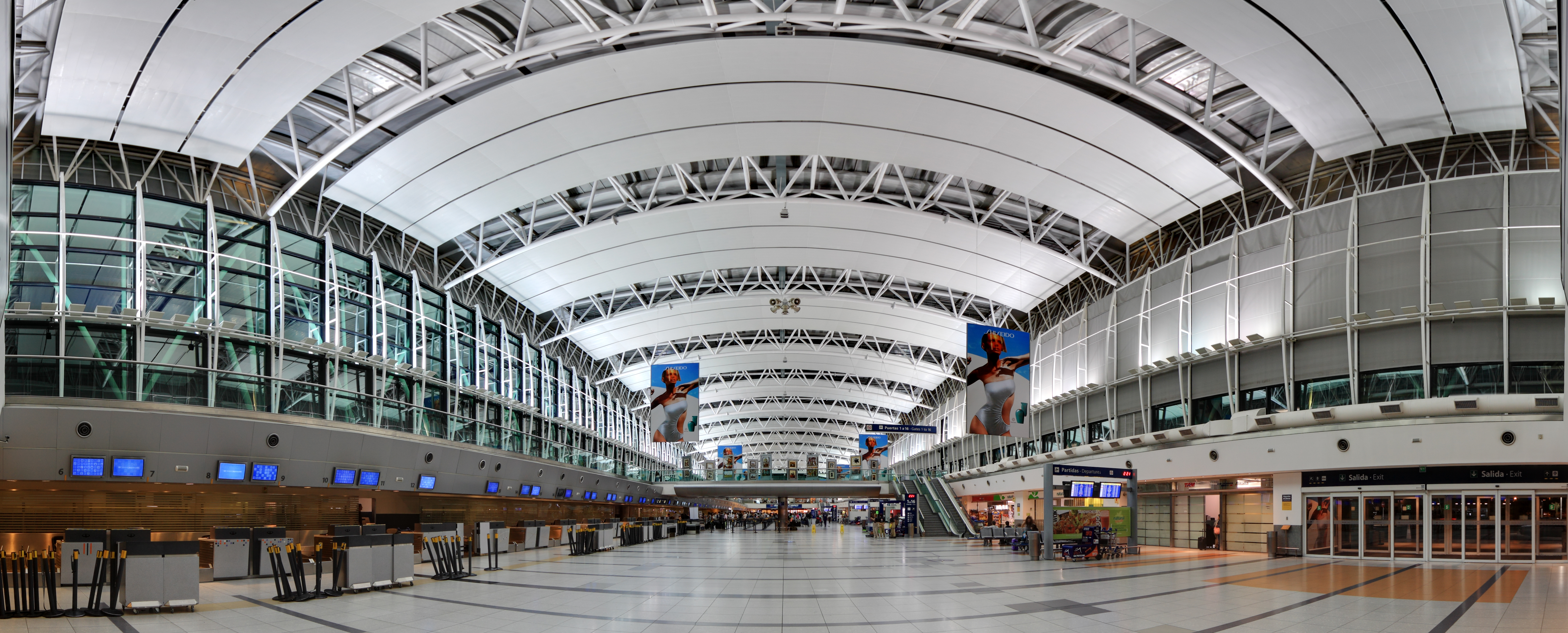
Aéroport international Ministro Pistarini de Buenos Aires.

Traditionnellement plus cher que les autres moyens de transport, l'avion est de plus en plus utilisé grâce à des prix plus compétitifs. Chaque capitale provinciale possède son propre aéroport et il en existe de nombreux autres, notamment dans les zones touristiques telles que Bariloche et El Calafate. La plupart des compagnies proposent plusieurs vols quotidiens vers les destinations les plus populaires, et des vols quotidiens ou moins fréquents vers d'autres destinations. Depuis 2003, le ministère de l'Intérieur et des Transports a supervisé de nombreux travaux de construction dans les aéroports du pays, allant de la construction de nouveaux terminaux à l'allongement des pistes et à l'amélioration des systèmes radar.
Le transporteur national est Aerolíneas Argentinas, qui est renationalisé d'Iberia en 2008, le gouvernement invoquant la mauvaise gestion de l'entreprise espagnole. Sous la propriété du gouvernement, la compagnie aérienne renouvelle une grande partie de sa flotte et triple sa taille, avec une augmentation significative du nombre de passagers,. Avec d'autres transporteurs internationaux, la compagnie aérienne assure la plupart de ses vols internationaux à partir de l'aéroport international Ministro Pistarini. Même si Buenos Aires est la plaque tournante la plus importante, pour des raisons à la fois économiques et géographiques, il existe des vols entre des villes importantes comme Córdoba, Rosario et Mendoza.
En 2013, l'Argentine compte un total de 1 138 aéroports (y compris les pistes d'atterrissage) dans le pays, soit le 6e rang mondial.

## Transport fluvial
Le transport fluvial n'est pas souvent utilisé comme transport en commun, à l'exception de ceux qui traversent le Río de la Plata de Buenos Aires à Colonia del Sacramento et Montevideo, tous deux en Uruguay. D'autres services servent exclusivement à la traversée des fleuves, comme ceux de Tigre.
Le trafic fluvial est essentiellement constitué de marchandises, en particulier sur le rio Paraná, qui est navigable par de très grands navires (de type Panamax) en aval de la région du Grand Rosario. Cette région produit et/ou expédie la plupart des exportations agricoles de l'Argentine.